# Katsu!
Katsu ! (カツ) est un manga de Mitsuru Adachi parlant de boxe. Publié au Japon dans le magazine de prépublication de manga Weekly Shōnen Sunday du 22 août 2001 au 2 mars 2005, ce manga compte 16 tomes, publiés en France chez Pika Édition.

## Histoire
Deux adolescents, Katsuki Mizutani et Katsuki Satoyama, sont dans le même lycée (Katsu étant le diminutif de Katsuki). Ils partagent donc le même prénom. La première (Mizutani) est une boxeuse hors pair. Le second (Satoyama), décide de faire de la boxe pour mieux la connaître. Son talent inné pour la boxe en surprendra plus d'un(e)...

## Liste des personnages

### Personnages principaux
- Akamatsu Ryuusuke

Un boxeur de talent mort à la suite d'un accident sur le ring. Il semble inspirer plusieurs jeunes boxeurs et être lié aux Satoyama.
- Kawakami Kyota

Ami de Satoyama Katsuki, il s'inscrit au club de boxe Mizutani pour se rapprocher de Mizutani Katsuki. Quand il entend cette dernière déclarer qu'elle déteste la boxe et les boxeurs, et pour ne pas perdre le montant de son inscription au club, il décide de se lancer dans la boxe, en s'entrainant régulièrement.
- Mizutani Harune

Mère de Katsuki, elle est propriétaire d'un restaurant d'okonomiyaki dans lesquels les boxeurs ne sont pas les bienvenus depuis qu'elle s'est séparée de son mari Tsuyoshi.
- Mizutani Katsuki

Katsuki est un personnage complexe. Elle déclare détester la boxe et les boxeurs, mais Kimoto, son ami d'enfance en fait, petite elle adorait les combats et elle va entrainer Katsuki (Satoyama) dans ce sport.
- Mizutani Tsuyoshi

Père de Katsuki, ancien champion d'Asie de boxe, il est propriétaire d'un club de boxe. Impulsif, il préfère la boxe franche, directe et dure.
- Kimoto Takamichi

Ami d'enfance de Katsuki (Mizutani), il était souvent martyrisé par les autres enfants puis défendu par Katsuki. Il se lance dans la boxe pour être plus fort que Katsuki et vouloir la protéger à son tour.
- Misaki Shinichi

Champion national de baseball lycéen, il décide de se lancer et de conquérir le monde de la boxe. Il est amoureux de Katsuki Mizutani.
- Satoyama Chiaki

Petite sœur de Katsuki, elle est très maladroite et fan de Misaki.
- Satoyama Hachigoro

Père de Katsuki. Employé de bureau dans une société en faillite. Ancien boxeur connu sous le nom de Rabbit Sakaguchi, il est célèbre pour n'avoir jamais perdu un match de boxe (essentiellement grâce à son habileté a l'esquive).
- Satoyama Katsuki

Héros de la série. Tout comme son ami Kyota, il s'inscrit au club de boxe pour se rapprocher de Katsuki. Alors qu'il se désintéresse de la boxe, il va se rapprocher d'elle. Mais elle va l'inciter à poursuivre à cause d'un talent inattendu.

### Personnages secondaires
- Funada Ginjiro

Lycéen au lycée Koyo, il est responsable à cause de sa violence de la fermeture du club de boxe.
- Hanzawa Minori

Lycéenne au lycée Asakura. Journaliste et attirée par Satoyama Katsuki, elle joue les espionne pour lui.
- Hayashi

Patron de l'ancien club de Sakaguchi.
- Masato Tani

Lycéen au lycée Asakura. Classé 3e national en boxe.
- Rikiya Otomo

Lycéen au lycée Asakura.
- Oshima Yukio

Directeur du lycée Toyo des deux Katsuki et de Kyota. Il est passionné de boxe et veut rouvrir le club de l'école.
- Sakura Tadashi

Boxeur au club Mizutani qui fait ses débuts pro.
- Satoyama Sachiko

Mère défunte de Katsuki.
- Shusaku Nikaido

Ami d'enfance de Katsuki Satoyama, il fait ses débuts pro dans le club Mizutani.
- Uchida Jin

Ami d'enfance de Misaki, il fait ses débuts pro dans le club de Hayashi. De caractère taciturne, il s'entraine avec des corbeaux.
- Riko

Petite fille du gérant du club d'Akamatsu, elle revient des États-Unis. Elle était amoureuse d'Akamatsu quand elle était petite. Maintenant...